# (14486) Tuscia
(14486) Tuscia est un astéroïde de la ceinture principale.

## Description
(14486) Tuscia est un astéroïde de la ceinture principale. Il fut découvert le 4 octobre 1994 à San Marcello Pistoiese par Luciano Tesi et Gabriele Cattani. Il présente une orbite caractérisée par un demi-grand axe de 2,36 UA, une excentricité de 0,07 et une inclinaison de 3,3° par rapport à l'écliptique.

## Compléments